# Atahualpa

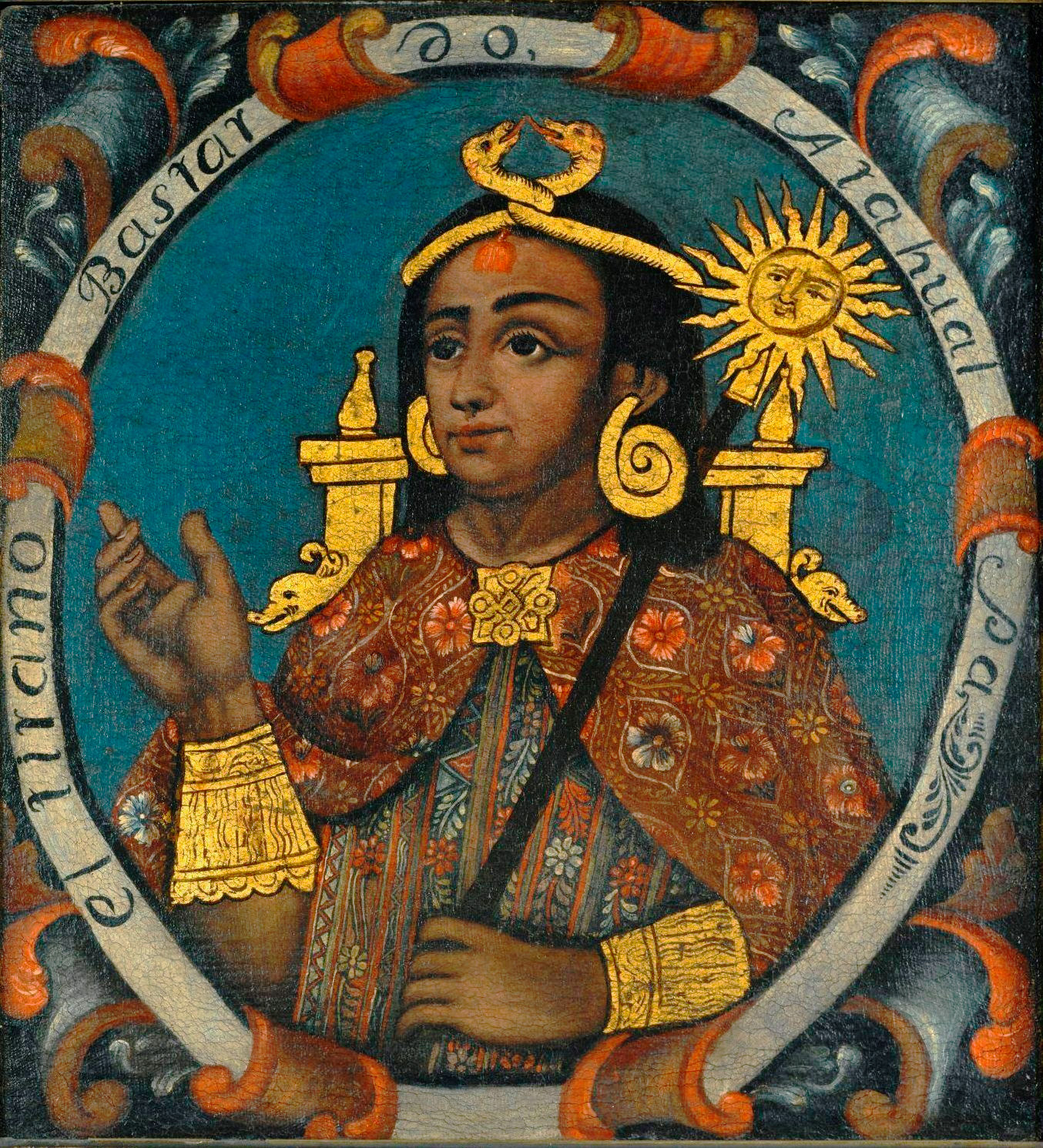
Sapa Inka Atahualpa, Gemälde ca. 1750, Öl auf Leinwand, Brooklyn Museum

Atahualpa (nach peruanischer Quechua-Schreibung Atawallpa, auch Ataw Wallpa, * um 1500; † 26. Juli 1533 in Cajamarca) war der letzte Herrscher des Inkareiches. Er war der Sohn des Inkakönigs Huayna Cápac und der Tochter eines lokalen Herrschers aus dem Bereich des heutigen Quito, dessen Territorium unter Túpac Yupanqui von den Inkas erobert worden war. Nach dessen Tod 1527 kam es zwischen ihm und seinem
Halbbruder Huáscar zu einem Bürgerkrieg um die Nachfolge. Im November 1532, gerade als der Krieg mit Atahualpas Sieg geendet hatte, wurde er von Spaniern unter der Führung von Francisco Pizarro gefangen genommen und trotz Zahlung eines riesigen Lösegelds hingerichtet. Mit seinem Tod brach das Inkareich zusammen und wurde zu einer Kolonie Spaniens.

## Leben

### Herkunft
Atahualpa wurde im Norden des Inkareichs geboren, vermutlich in Quito, und wuchs dort auf. Das Gebiet war erst wenige Jahrzehnte zuvor erobert worden. Atahualpas Vater Huayna Cápac weilte oft im Norden, um Rebellionen zu unterdrücken und das Reich zu erweitern, und hatte dort seine besten Generäle.

## Bürgerkrieg
1527 starben Huayna Cápac und sein Sohn und designierter Nachfolger Ninan Cuyuchi fast zeitgleich an einer Epidemie, die das Inkareich erfasste. Vermutlich war es eine der Krankheiten, die die Europäer nach Amerika eingeschleppt hatten und die ihnen vorauseilten. Huayna Cápacs Sohn Huáscar, der in der Hauptstadt Cusco residierte, wurde zum neuen Sapa Inka ernannt. Atahualpa blieb mit Huayna Cápacs kampferprobten Truppen im Norden. Vermutlich hatte er die Rolle eines Provinzgouverneurs; einige Chronisten hingegen berichten, Huayna Cápac habe sein Reich aufgeteilt. Wie sich das Verhältnis zwischen Huáscar und Atahualpa entwickelte, ist unklar; sowohl die spanischen Chronisten als auch die von ihnen befragten Zeitzeugen hatten oft das Interesse, Atahualpa und Huáscar in gutem oder schlechtem Licht darzustellen.
Es wird berichtet, dass Atahualpa 1529 eine Gesandtschaft in die Hauptstadt schickte, und Huáscar Atahualpa demütigte, indem er einen der Sendboten in Frauenkleidern zu ihm zurückschickte und den Rest der Gesandtschaft hinrichten ließ. Daraufhin eskalierte der Bruderzwist zu einem Bürgerkrieg. Huáscar hatte den Adel der Hauptstadt Cusco hinter sich; Atahualpa hingegen konnte sich auf die Armee des Nordens mit ihren Generälen Quizquiz, Rumiñahui und Chalcuchímac stützen.
Beide Heere, bei denen laut Chronisten wie Pedro de Cieza de León insgesamt über 300.000 Mann unter Waffen gestanden haben sollen, trafen erstmals im Gebiet des Kañari-Stammes aufeinander (Schlacht von Ambato), wo die Huáscar-treuen Kañari eine Niederlage erfuhren. Zur Rache ließ Atahualpa einen großen Teil der kañarischen Männer und Jungen töten; die Kañari wurden später wichtige Verbündete der Spanier bei ihrer Eroberung von Quito.
Atahualpas Heer rückte daraufhin weiter gegen Cusco vor. Auch die ebenfalls Cusco angehörigen Chachapoya stellten sich Atahualpa vergeblich in den Weg. In dieser Schlacht nahm Atahualpa auch die Stadt Cajamarca ein, in der er fortan residierte, während seine Generäle Quizquiz und Chalcuchímac weiter vorrückten. Nach diesem erneuten Sieg verschanzten sich die bereits verunsicherten Truppen Huáscars im Gebiet des heutigen Jauja. Doch auch hier konnten sich die Soldaten Huáscars, diesmal bereits direkt aus Cusco, nicht lange halten. Die Spione Atahualpas, die ihm stets genau über die Pläne Huáscars berichteten, waren beim schnellen Vorrücken eine große Hilfe. Selbst eine Tochter Huáscars, die in einen Offizier Atahualpas verliebt war, arbeitete gegen ihren Vater und sandte Berichte an ihren Liebhaber.
Das letzte Aufeinandertreffen beider Parteien schien anfangs keinen klaren Ausgang zu haben. Die frischen Truppen Huáscars schienen den kampfmüden Soldaten Atahualpas zuerst eine Niederlage beizubringen. Huáscar ließ daraufhin die Steppe in Brand setzen, in die sich Atahualpas Truppen zurückgezogen hatten. Doch trotz hoher Verluste entkam der Kern der Armee dem Feuer. Am Tag darauf wollte Huáscar der geschwächten Armee Atahualpas den Todesstoß versetzen, doch ein verletzter Offizier geriet in die Fänge von Atahualpas Generälen und verriet unter Folter den Schlachtplan. Daraufhin konnten die Truppen Atahualpas ihre Pläne entsprechend anpassen. Am nächsten Tag taten sie so, als würden sie sich weiter zurückziehen, und griffen in einem Hohlweg das Korps von Huáscar, das dieser selbst führte, von vorne und hinten an. Die Truppen Huáscars wurden vernichtet, er selbst gefangen genommen.

### Rache an Cusco
Atahualpa überließ es seinen Generälen, namentlich Quizquiz und Chalcuchímac, Cusco zu plündern und die Bevölkerung für die Treue zu Huáscar zu bestrafen. Bei den nun folgenden „Säuberungsaktionen“ wurden etwa ein Viertel bis ein Drittel der Bevölkerung Cuscos, darunter alle Familienangehörigen Huáscars und sein gesamter Hofstaat, grausam hingerichtet. Selbst Säuglinge und ungeborene Kinder Huáscars wurden auf den Boden geworfen, gepfählt oder erstochen. Als weitere „Bestrafung“ wurde auch die Mumie Túpac Yupanquis, der Quito zwei Generationen zuvor erobert hatte, aus ihrem Palast gezerrt und verbrannt, was nach dem Glauben der Inkas die Seele des Toten unwiederbringlich zerstörte. Atahualpa schickte sich nun an, das Reich vollkommen zu übernehmen und seine Herrschaft zu festigen, doch dazu sollte es nicht mehr kommen.

### Gefangennahme durch die Spanier
Im April 1532, als der Bürgerkrieg noch andauerte, kam der spanische Abenteurer Francisco Pizarro mit ca. 160 Männern nach Tumbes, einer Küstenstadt im Nordrand des Inkareichs. Atahualpa erfuhr von ihrer Ankunft, unterschätzte aber die Gefahr, die von dieser kleinen Schar ausging. Sein Augenmerk galt dem Bürgerkrieg. Als sie im November in die Anden aufstiegen, ließ er sie beobachten, aber nicht angreifen. Er hatte vor, sie zu versklaven und ihre Kenntnisse von Waffen und Pferden zu nutzen.
Am Abend des 15. Novembers kam es zu einer ersten Begegnung, als eine Abordnung unter Führung von Pizarros Bruder Hernando in Atahualpas Lager außerhalb der Stadt Cajamarca erschien. Atahualpa bereitete den Spaniern einen eher frostigen Empfang, sagte aber zu, Francisco Pizarro am nächsten Tag in der Stadt aufzusuchen. Angesichts der gewaltigen Streitmacht des Inkas sah Pizarro seine einzige Chance darin, sich des Inkas zu bemächtigen, und bereitete einen Hinterhalt vor.
Am 16. November 1532 wurde Atahualpa in einer stundenlangen Prozession mit tausenden Begleitern in einer Sänfte nach Cajamarca gebracht. Während Pizarro sich mit seinen Männern in den Gebäuden um den zentralen Platz verborgen hielt, trat der Mönch Vicente de Valverde mit einem Dolmetscher dem Inka entgegen und begann, Atahualpa einen Vortrag über den christlichen Glauben zu halten. Als Atahualpa ihn ungehalten fragte, woher er sein Wissen habe, überreichte er ihm die Bibel. Einige Chronisten berichten, dass er sich das Buch ans Ohr hielt, um zu hören, ob es sprechen konnte. Als er nichts hörte, warf er das Buch auf den Boden. Daraufhin gab Pizarro mit einem Kanonenschuss das Signal zum Angriff. Beim plötzlichen Erscheinen der Soldaten mit Pferden und stählernen Waffen war Atahualpas Gefolge zu keiner Gegenwehr fähig – wer nicht fliehen konnte, wurde niedergemetzelt.
Mehrere Tausend Männer wurden bei dieser Begegnung, die später die „Schlacht von Cajamarca“ genannt wurde, getötet, während die Spanier fast keine Verluste erlitten. Pizarro persönlich nahm Atahualpa gefangen. General Chalcuchímac, der in der Nähe lagerte, griff nicht ein.

### Gefangenschaft und Tod

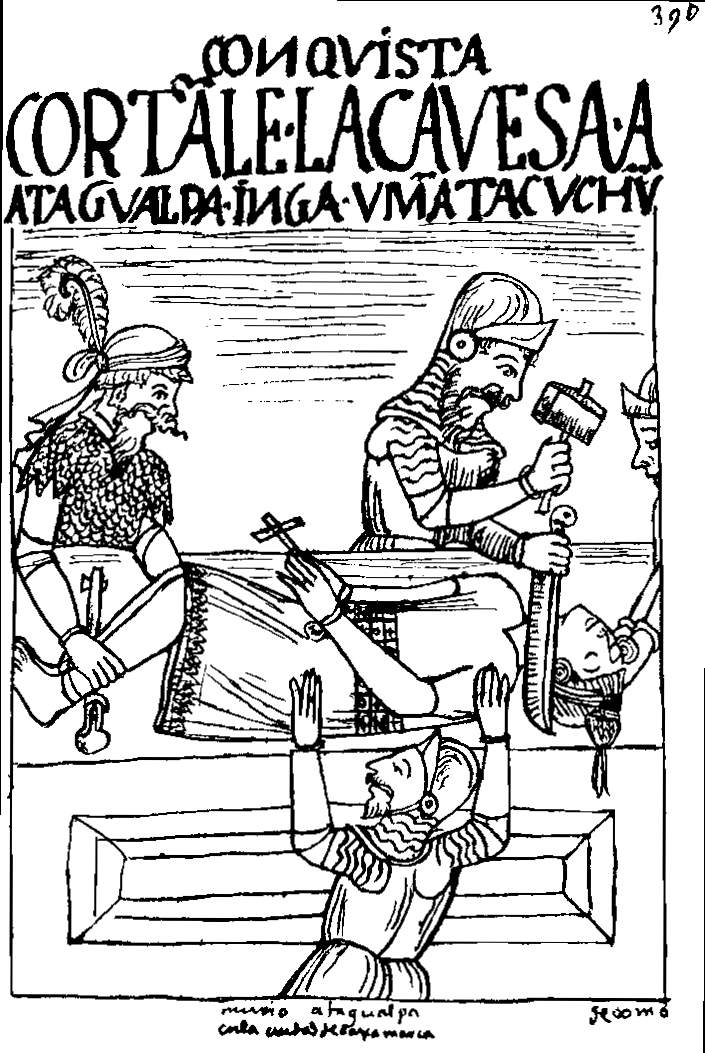
Spanier töten Atahualpa, 1533, Zeichnung von Waman Puma de Ayala

Atahualpa, der zunächst angenommen hatte, man werde ihn töten, nahm seine Lage gefasst auf. Schnell erkannte er die Gier der Spanier nach Gold und machte Pizarro ein Angebot: Für seine Freilassung würde er den Raum, in dem er sich gerade aufhielt, mit Goldgegenständen bis zu der Höhe füllen lassen, die er mit ausgestreckter Hand erreichen könnte, und den benachbarten Raum zweimal mit Silber. Der größere Raum war 6,70 m lang und 5,18 m breit, eine rote Linie markierte die Höhe, bis zu der die Hand des Inkas gereicht hatte, und zwar 2,75 m. Pizarro stimmte zu, und Atahualpa befahl, landesweit die Tempel und Paläste zu plündern, um das Lösegeld beizubringen, und die Spanier unbehelligt zu lassen.
Während seiner achtmonatigen Gefangenschaft durfte Atahualpa einen Hofstaat pflegen und Untergebene empfangen. Ihm wurde weiterhin unbedingt gehorcht. Den gefangenen Huáscar und weitere Halbbrüder ließ er töten, um zu verhindern, dass die Spanier sich auf ihre Seite stellten. Wie die Chronisten übereinstimmend berichten, benahm er sich würdevoll, hatte eine schnelle Auffassungsgabe und stellte kluge Fragen. Er freundete sich mit Hernando Pizarro und Hernando de Soto an. Um sich Francisco Pizarros Wohlwollen zu sichern, bot er ihm seine junge Schwester Quispe Sisa an. Währenddessen brachten Träger Gold und Silber nach Cajamarca, insgesamt über 6 Tonnen Gold und 11 Tonnen Silber. Das Einschmelzen dauerte mehrere Wochen.
Für die Spanier war aber ersichtlich, dass sie tief im Feindesland nach einer Freilassung Atahualpas keine Chance gegen dessen immer noch intakte Truppen haben würden. Insbesondere Diego de Almagro und seine Männer, die erst Monate nach der Schlacht von Cajamarca gekommen waren und am Lösegeld keinen oder nur geringen Anteil hatten, drängten darauf, nach Cusco weiterzuziehen und sich dessen Schätze zu bemächtigen. Würde man Atahualpa mitnehmen, bestünde die Gefahr, dass er befreit würde. Aber auch das Bleiben schien gefährlich – lokale Stämme und Gegner Atahualpas im Bürgerkrieg warnten vor einem bevorstehenden Angriff durch Atahualpas Truppen.
Daraufhin beschlossen Francisco Pizarro und Diego de Almagro, sich des Inkas zu entledigen. In einem Scheinprozess wurde Atahualpa unter anderem wegen Usurpation, Götzendienerei, Inzest, Brudermord und Rebellion zum Tod durch Verbrennen verurteilt. Hernando Pizarro und Hernando de Soto hatten keine Möglichkeit, einzugreifen: Hernando Pizarro war auf dem Weg nach Spanien, und Hernando de Soto war auf Kundschaft, um die Berichte feindlicher Truppenaufmärsche zu überprüfen. Die Hinrichtung fand unmittelbar darauf, am 26. Juli 1533, auf dem zentralen Platz von Cajamarca statt. Als Atahualpa zugesichert wurde, dass er im Falle einer Taufe nicht auf dem Scheiterhaufen verbrannt würde, stimmte er dieser zu und wurde mit der Garrotte erdrosselt. Er erhielt ein ehrenvolles, christliches Begräbnis. Hernando de Soto kehrte wenige Tage später zurück: Er hatte keine Anzeichen für feindliche Truppen bemerkt. Es wird angenommen, dass sowohl die Inka-Informanten als auch Francisco Pizarro dies wussten und es lediglich darum ging, einen Vorwand zu finden. Dieser Mord wurde von vielen Spaniern als schändliche Tat verurteilt und auch später vom spanischen König heftig kritisiert, aber nicht geahndet.
Die Nachricht von Atahualpas Tod wurde von den Parteien des Bürgerkriegs naturgemäß unterschiedlich aufgenommen: bei der unterlegenen Cusco-Fraktion mit Freude, bei seinen Anhängern mit Entsetzen und Verwirrung. Pizarro setzte zunächst Túpac Huallpa aus der Cusco-Fraktion als obersten Inka ein. Als dieser bald darauf starb, krönte Pizarro Manco zum neuen Herrscher. Beide kooperierten mit den Spaniern. Atahualpas General Quizquiz, der noch Cusco besetzt hielt, leistete Widerstand, konnte aber nicht verhindern, dass Pizarro im November 1533 die Hauptstadt einnahm.
Atahualpas Leichnam wurde von Truppen aus Quito – möglicherweise auf Befehl von General Rumiñahui – exhumiert, nach Quito gebracht und dort bestattet. Bei den Bestattungsfeiern ließ Rumiñahui Atahualpas Bruder Quilliscacha töten und übernahm selbst die Macht im Norden.

## Nachkommen
Am Tag seiner Hinrichtung bat Atahualpa Pizarro, sich seiner Kinder anzunehmen. Als im Jahr darauf Quito erobert wurde, ließ Pizarro drei Söhne und zwei Töchter Atahualpas zu den Dominikanern in Cusco bringen. Zwei dieser Söhne – Diego Illaquita und Francisco Ninancoro – erhielten später vom spanischen König eine lebenslange Pension und lebten mit ihrem Bruder Juan Quispe Túpac in Cusco. Zwei weitere Söhne – Carlos und Francisco Túpac-Apauchi – und eine Tochter wurden in Quito bei den Franziskanern erzogen. Carlos erhielt später vom königlichen Sondergesandten Pedro de la Gasca eine Encomienda zugeteilt und Francisco eine königliche Pension, die ihn zu einem reichen Mann machte.
Atahualpas Halbschwester Quispe Sisa hatte mit Francisco Pizarro zwei Kinder. Ihre Tochter Francisca heiratete später ihren Onkel Hernando.

## Rezeption
«Este Atabalipa ya dicho era indio bien dispuesto, de buena persona, de medianas carnes, no grueso demasiado, hermoso de rostro y grave en él, los ojos encarnizados, muy temido de los suyos. (…) no he visto en todo este Pirú indio semejante á este Atabalipa ni de su ferocidad ni autoridad.»

„Atabalipa [Atahualpa] war ein stattlicher Indianer mit gutem Wesen, von mittlerer Größe, nicht zu dick, mit schönem und ernsthaftem Gesicht, entschlossenen Augen, sehr gefürchtet von den Seinen. (…) In ganz Pirú [Peru] habe ich keinen Indianer gesehen, der Atabalipa an Grausamkeit und Autorität gleichkam.“

Im deutschsprachigen Bereich hat Jakob Wassermann mit seiner Erzählung Das Gold von Caxamalca das Bild von Atahualpa beeinflusst. Wassermanns Erzählung macht Atahualpa zur prototypischen Figur des Edlen Wilden von kindlicher Unschuld und Reinheit. Als Quelle diente Wassermann das Buch Conquest of Peru von William Hickling Prescott aus dem Jahr 1847.
Der englische Dramatiker Peter Shaffer hat 1964 die Eroberung des Inkareichs und die Ereignisse um die Hinrichtung Atahualpas in The Royal Hunt of the Sun auf die Bühne gebracht. Das Stück wurde 1969 in einer britisch-amerikanischen Co-Produktion unter der Regie von Irving Lerner verfilmt (deutscher Titel: Der Untergang des Sonnenreiches).
Der französische Schriftsteller Laurent Binet hat Atahualpa in seinem Roman 'Civilizations' ('Eroberung') zur Hauptfigur einer alternativen Weltgeschichte gemacht: In den fiktiven Atahualpa-Chroniken gelangen die Spanier nicht nach Peru, sondern es sind die Inka mit Atahualpa an der Spitze, die Spanien erobern.
Der argentinische Songwriter Atahualpa Yupanqui (geboren als Héctor Roberto Chavero) wählte seinen Künstlernamen als Würdigung für den Inkaherrscher.